# Боброва-Пфейфер Елеонора Генрієта

В образі Лакме («Лакме» Л. Деліба)

Елеонора Генрієта Боброва-Пфейфер (Іда, Емілія Федорівна; нар. 1875, Харків — пом. ?) — українська оперна співачка (лірико-колоратурне сопрано).

## Біографія
Освіту здобула в Харківській гімназії. З 1893 року навчалась співу у Київському музичному училищі (клас К. Еверарді). В 1897 році з успіхом дебютувала в опері «Гугеноти» Дж. Мейєрбера у Вільно (нині Вільнюс). Співала на сценах в Харкова, Казані (1898; 1900–1903, 1907/08), Саратова (поч. 1900-х рр., 1905/06), Пермі (1898/99), Києва, Петербурга, Москви (1901), Одеси (1902, 1910), Єкатеринбурга (1912/13, 1914).
Мала голос широкого діапазону з особливо красивими верхніми нотами і середнім регістром, першокласно володіла вокальною технікою. Сучасники називали її «любителькою вокальних феєрверків».
Після залишення оперної сцени вела викладацьку діяльність.

## Репертуар
Репертуар співачки налічував понад 30 партій, серед яких:
| - Офелія («Гамлет» А. Тома) - Антоніда («Життя за царя» М. Глінки) - Людмила («Руслан і Людмила» М. Глінки) - Тамара («Демон» А. Рубінштейна) - Снігуронька (однойм. опера М. Римського-Корсакова) - Клеопатра («Маккавей» А. Рубінштейна) - Розіна («Севільський цирульник» Дж. Россіні) - Маргарита Валуа («Гугеноти» Дж. Мейєрбера) - Берта («Іоанн Лейденський» / «Пророк» Дж. Мейєрбера) - Інеса («Африканка» Дж. Мейєрбера) - Джульєтта («Ромео і Джульєтта» Ш. Ґуно) - Маргарита («Фауст» Ш. Ґуно) | - Ізабелла («Роберт-Диявол» Дж. Мейєрбера) - Віолетта («Травіата» Дж. Верді) - Джильда («Ріголетто» Дж. Верді) - Оскар («Бал-маскарад» Дж. Верді) - Лакме (однойм. опера Л. Деліба) - Недда («Паяци» Р. Леонкавалло) - Євдоксія («Юдейка» Ж. Ф. Галеві) - Філіна («Міньйон» А. Тома) - Манон Леско («Манон» Ж. Массне) - Мікаела («Кармен» Ж. Бізе) - Венера («Тангейзер» Р. Вагнера) |  |